# Zimorodek madagaskarski
Zimorodek madagaskarski (Corythornis madagascariensis) – gatunek małego ptaka z podrodziny zimorodków (Alcedininae) w rodzinie zimorodkowatych (Alcedinidae). Ptak ten zamieszkuje Madagaskar, według IUCN nie jest zagrożony wyginięciem.

## Zasięg występowania
Zimorodek madagaskarski występuje endemicznie na Madagaskarze, zamieszkując w zależności od podgatunku:
- C. madagascariensis madagascariensis – zach., płn. i wsch. Madagaskar (nieobecny w płd.-zach. części i na południu)
- C. madagascariensis dilutus – znany tylko z jednego okazu pochodzącego z Sakaraha (Park Narodowy Zombitse-Vohibasia) w suchej, płd.-zach. części Madagaskaru

## Taksonomia
Gatunek po raz pierwszy zgodnie z zasadami nazewnictwa binominalnego opisał w 1766 roku szwedzki przyrodnik Karol Linneusz, nadając mu nazwę Alcedo madagascariensis. Opis ukazał się w 12. edycji Systema Naturae. Jako miejsce typowe autor wskazał Madagaskar (w oryg. łac. Habitat in Madagaſcar). Linneusz skorzystał z publikacji Brissona z 1760 roku, w której ptak ten został zilustrowany i opisany pod francuską nazwą Le Martin-pescheur de Madagascar i łacińską Ispida madagascariensis. Podgatunek C. m. dilutus po raz pierwszy naukowo opisał w 1974 roku angielski ornitolog Constantine Benson, jako miejsce typowe wskazując Sakarahę w płd.-zach. Madagaskarze.
C. madagascariensis poprzednio umieszczany był w azjatycko-australoazjatyckim rodzaju Ceyx lub w afrykańskim rodzaju Ispidina, lecz ostatnio przeprowadzone badania molekularne sugerują, że takson ten jest gatunkiem bazalnym afrykańskiego kladu tworzącego rodzaj Corythornis. Podgatunek dilutus wymaga przeprowadzenia ponownych badań mających na celu potwierdzenie jego ważności. Rozpoznano dwa podgatunki.

### Etymologia
Nazwa rodzajowa Corythornis: gr. κορυς korus, κορυθος koruthos „hełm”; ορνις ornis, ορνιθος ornithos „ptak”. Epitet gatunkowy: Madagaskar, od Madageiscar, błędnej XIII-wiecznej nazwy Mogadiszu (pers. ‏Maq’ad is-Shah‎ – siedziba króla), portu w Somalii, z którym Marco Polo pomylił wyspę. Epitet dilutus: łac. dilutus „słaby, cienki, miękki”, od diluere „rozcieńczać”, od dis „oddzielny, osobny”; luere „być dobrym”.

## Morfologia
Długość ciała około 13 cm; masa ciała samców 17–21 g, samic 17–22 g. U obu płci podgatunku nominatywnego górne części ciała są koloru jasnorudego, zaś dolna część pleców, pokrywy nadogonowe i kark są podszyte kolorem liliowym; za pokrywami usznymi ciągnie się wąski, biały pas. Szyja, dolne części ciała i pokrywy podogonowe białe, lotki I rzędu czarne. Tęczówka ciemnobrązowa, dziób, nogi i stopy koloru pomarańczowoczerwonego. Młode ptaki są bardziej matowe, liliowe rozmycie jest mniej widoczne, a dziób jest czarny z bladą końcówką. Podgatunek dilutus jest bledszy i brak mu liliowego rozmycia.

## Ekologia
Zimorodek madagaskarski jest najprawdopodobniej gatunkiem osiadłym, zamieszkującym suche zarośla, lasy sawannowe i ich obrzeża oraz wnętrze mokrego, zimozielonego lasu. Występuje do wysokości 1500 m n.p.m. Nie jest zależny od wody. Odzywa się wysokim piskiem brzmiącym „treet treet”; gdy jest zaniepokojony, wydaje wysokie, ostre tony brzmiące „chweip” lub „treeeee” w locie.
Zimorodek madagaskarski poluje głównie na płazy bezogonowe; spożywa również owady, w tym prostoskrzydłe (Orthoptera), chrząszcze (Coleoptera), skorki (Dermaptera), mrówki (Formicidae) i różnego rodzaju larwy, czasami żywi się również pająkami, krewetkami, niewielkimi tarczogonowatymi (Uroplattidae) i kameleonami (Chamaeleonidae). Na zdobycz czatuje, siedząc na niskiej gałęzi w gęstych zaroślach; gdy zauważy zdobycz, rzuca się w dół, chwyta ją na ziemi i wraca z powrotem na gałąź, gdzie przed połknięciem swojej ofiary uderza nią o gałąź.
Sezon lęgowy przypada na okres od października do stycznia, głównie od listopada do grudnia. Tunelowe gniazdo jest o długości 30–35 cm i średnicy 5 cm, wykopane na brzegu w ziemi, często na skraju leśnego szlaku. W zniesieniu 4 jaja, wysiadują je oboje rodzice. Brak innych informacji.

## Status, zagrożenia i ochrona
W Czerwonej księdze gatunków zagrożonych Międzynarodowej Unii Ochrony Przyrody został zaliczony do kategorii LC (ang. Least Concern „najmniejszej troski”). Globalna wielkość populacji nie jest znana, ale podgatunek nominatywny uważa się za dość pospolity i szeroko rozpowszechniony. Drugi z podgatunków znany jest tylko z jednego okazu znalezionego w lesie Sakaraha, dlatego zachodzi potrzeba dalszych poszukiwań na tym obszarze rzadko odwiedzanym przez ornitologów, aby potwierdzić jego przetrwanie. Zagrożeniem dla tego gatunku jest ciągłe niszczenie jego siedliska.